# Oribatella heterodentata
Oribatella heterodentata är en kvalsterart som beskrevs av Karppinen och Shtanchaeva 1987. Oribatella heterodentata ingår i släktet Oribatella och familjen Oribatellidae. Inga underarter finns listade i Catalogue of Life.